# ماکوتو ریندو
ماکوتو ریندو (انگلیسی: Makoto Rindo؛ زادهٔ ۲۱ نوامبر ۱۹۸۹) بازیکن فوتبال اهل ژاپن است.